# Palazzo Giorgi
Palazzo Giorgi è un palazzo di Pavia, in Lombardia.

## Storia
Nel 1734 il marchese Fabio Giorgi decise di rinnovare la propria dimora urbana riformando l’edificio che aveva origini medievali ed era stato in parte rimodellato nel corso del Cinquecento. Nell’Ottocento il ramo della famiglia Giorgi di cui era membro il marchese Fabio si estinse con la morte di Teresa Giorgi Opizzoni e il palazzo passò a diversi proprietari, tra cui i Pellegrini, tanto che talvolta l’edificio è menzionato come palazzo Pellegrini.

## Descrizione
Il palazzo sorse, a partire dal 1734, rimodellando e in parte ricostruendo edifici di età più antica. La facciata non fu ultimata e conserva tracce del corpo di fabbrica anteriore, probabilmente databile, pur in assenza di elementi decorativi con caratteri stilistici, al Cinquecento. Il palazzo presenta una planimetria a “U”, aperta verso l’interno con cortile e giardino in sequenza (divisi da una grande cancellata in ferro battuto), quest’ultimo, in particolare, già raffigurato nella pianta di Pavia del Ballada del 1617 e nelle mappe teresiane settecentesche, è ornato da piante centenarie d’alto fusto. Dei tre corpi di fabbrica, solo i lati nord e ovest vennero ultimati, mentre del lato est furono realizzati solo i locali di servizio al piano terra. Le facciate rivolte verso il cortile e il giardino furono invece portate a termine e sono totalmente intonacate e decorate da incorniciature di gusto barocchetto in corrispondenza delle aperture. L’atrio, con copertura a volta su imposta ellittica, crea un senso d’espansione spaziale, una sorta di preludio scenico all’apertura verso il cortile e il giardino, equilibrato dalla variazione delle luci del portico. Quest’ultimo, presente solo nel lato d’ingresso, è formato da alte colonne in stile dorico in granito. Dal portico, mediante uno scalone settecentesco in marmo e ferro battuto è possibile accedere ai locali del piano “nobile” del palazzo. Come altri palazzi dell’epoca, le stanze al primo piano erano generalmente abitate soprattutto d’inverno, mentre le sale al piano terra, affacciate sul cortile e sul giardino, erano usate principalmente d’estate. Alcune sale presentano soffitti con volte a padiglione, arricchite da stucchi di gusto rococò, mentre altre, soprattutto nel corpo nord rivolto verso via Boezio, hanno soffitti lignei a cassettoni. Diversi ambienti sono affrescati, come la “sala dei cesari” caratterizzata dal grande medaglione raffigurante Enea, o “sala di Didone”, dove nell’ovale al centro della volta è dipinta la morte di Didone, mentre altre sale presentano decorazioni a grottesche o, più tarde, di gusto neoclassico.

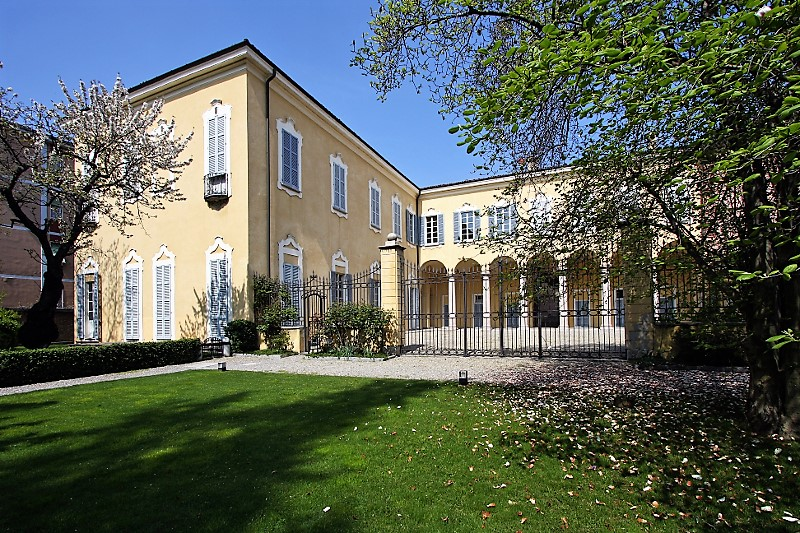
La corte interna
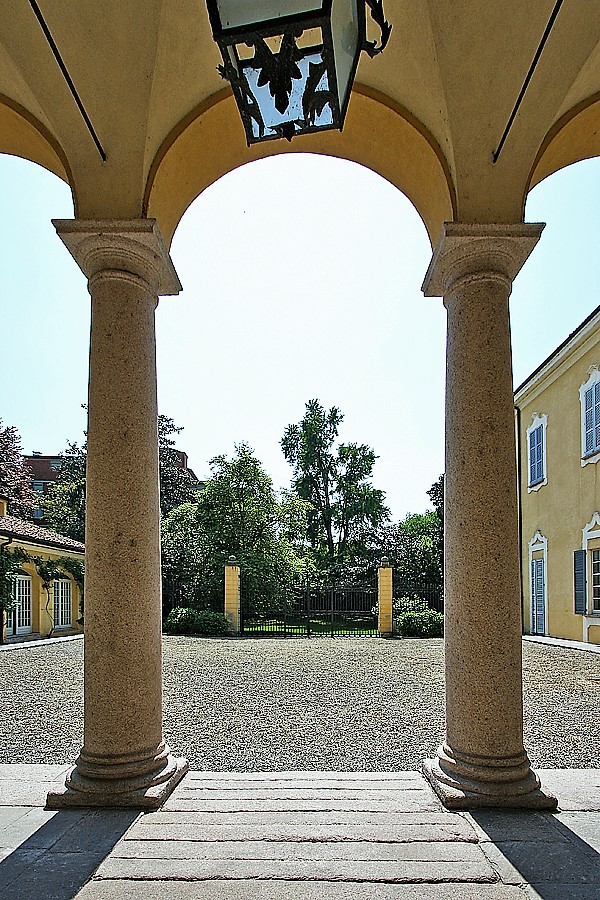
L'atrio